# Château-Verdun
Château-Verdun – miejscowość i gmina we Francji, w regionie Oksytania, w departamencie Ariège.
Według danych na rok 2010 gminę zamieszkiwały 54 osoby, a gęstość zaludnienia wynosiła 67 osób/km².